# نقد أدبي بدائي

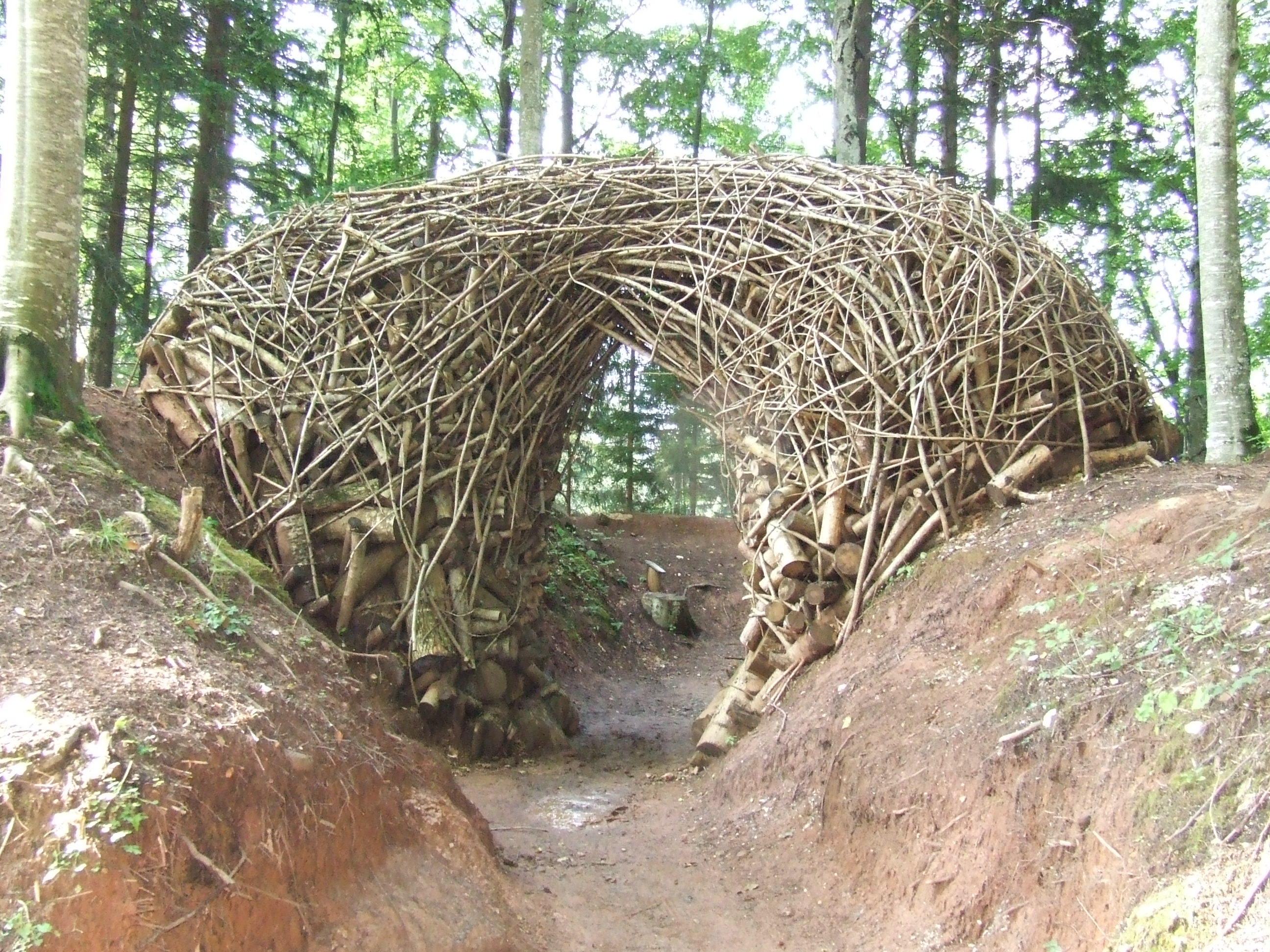

النقد الأدبي البدائي (بالإنجليزية: Archetypal literary criticism)‏ هو نوع من أنواع النظرية النقدية يفسر نصًا بالتركيز على الأساطير والنماذج الأصلية (كلمة Archetypal  مركبة من الكلمتين اليونانيتين: archē وتعني «البداية» و typos، «الطابع») المتواترة في الحكاية والرموز والصور وأنماط الشخصيات في الأعمال الأدبية. يرجع تاريخه باعتباره شكلًا معترف به من أشكال النقد الأدبي، إلى عام 1934 وقتما نشر الباحث الكلاسيكي مود بودكين كتاب الأنماط النموذجية في الشعر.
تتجذر أصول النقد الأدبي النموذجي في فرعين أكاديميين آخرين أيضًا، هما علم الانسان الاجتماعي والتحليل النفسي؛ ساهم كل منها في النقد الأدبي بطرق مستقلة، مع كون الأخير فرعًا ثانويًا من أفرع النظرية النقدية. بلغ النقد النموذجي ذروة شعبيته في أربعينيات وخمسينيات القرت العشرين، ويعزى ذلك بنسبة كبيرة إلى أعمال الناقد الأدبي الكندي نورثروب فراي (1912 – 1991). في العقد الأول من القرن الحادي والعشرين، لم يعد النقد الأدبي النموذجي يُطبق على نطاق واسع؛ لم تحدث أي تطورات كبرى حديثة في الحقل (باستثناءٍ ممكنٍ هو النقد الكتابي)، لكن مكانه ما زال محفوظًا في تقاليد الدراسات الأدبية.

## أصوله

### فريزر
قد يسبق الأصل الأنثروبولوجي للنقد النموذجي أصول التحليل النفسي خاصته بأكثر من ثلاثين عام. كان الغصن الذهبي (1890 – 1915)، بقلم أخصائي الأنثروبولوجيا الاسكتنلدي السير جيمس جورج فريزر، أول نص مؤثر يتناول الميثولوجيات الثقافية. كان فريزر فردًا من مجموعة من أخصائيي الأنثروبولوجيا المقارنة العاملين خارج جامعة كامبريدج الذين اشتغلوا على الموضوع بصورة موسعة. قُبل الغصن الذهبي على نطاق واسع باعتباره النص الخلاق حول الميثولوجيا الذي ولّد دراسات عديدة على الموضوع نفسه. في نهاية المطاف، استمر زخم أعمال فريزر وانتقل إلى الدراسات الأدبية.
في الغصن الذهبي، يُعرّف فريزر الممارسات والمعتقدات الميثولوجية المشتركة بين الديانات الأولية والديانات المعاصرة. يُجادل فريزر في أن أسطورة الموت والولادة الثانية حاضرة في كل الميثولوجيات الثقافية تقريبًا، وتتمثل بما يتعلق بالمواسم الزراعية والنبات. ترمز الأسطورة إلى موت (أي الحصاد الأخير) إله الزراعة والنبات وولادته الثانية (أي الربيع).
على سبيل المثال، يستشهد فريزر بأسطورة بيرسيفون اليونانية، التي أخذها هاديس إلى العالم السفلي. كانت أمها ديميتر، ربة الحصاد، حزينة لدرجة أنها ضربت على العالم الخريف والشتاء. وعندما أكلت بيرسيفون في العالم السفلي ستة من اثنتي عشرة بذرة رمان أعطاها إياها هاديس؛ كانت مجبرة بالنتيجة على قضاء نصف العام من وقتها في العالم السفلي، تمثيلًا للخريف والشتاء، أو الموت في أسطورة الموت والولادة الثانية. كان مسموحًا لبيرسيفون أن تمضي النصف الثاني من العام مع ديميتر في المملكة الفانية، ما يمثل الربيع والصيف، أو الولادة الثانية في أسطورة الموت والولادة الثانية.